# Астротурфинг
Астротурфинг (енгл. Astroturfing) представља обмањујућу праксу којом се у јавности настоји створити илузија широке подршке или симпатије коју у њој ужива неки комерцијални производ, организација, личност, идеја или политички покрет. То се постиже кроз ангажовање великог броја људи који ће ту подршку изражавати за новац кроз традиционалне медије (писма читалаца, плаћени огласи у новинама, јављање на контакт-телефоне у телевизијским емисијама) или, у новије време, преко интернета, који се показао као изузетно погодан за манипулације преко лажних корисничких профила. Корпорације и политичке партије покушавају да имитирају покрете у трендингу како би утицале на поверење јавности у нешто што није тачно.
Астротурфинг је као израз настао у Сједињеним Америчким Државама, где се масовно користио у комерцијалне сврхе за промоцију одређених производа, као и у предизборним политичким кампањама. Сама реч долази од AstroTurf-а, односно вештачке траве коју је бејзбол клуб Хјустон астроси користио на свом стадиону, односно као поспрдна игра речи са изразом грасрутс, који означава спонтани и аутентични активизам обичних људи.